# Sint-Evermaruskapel

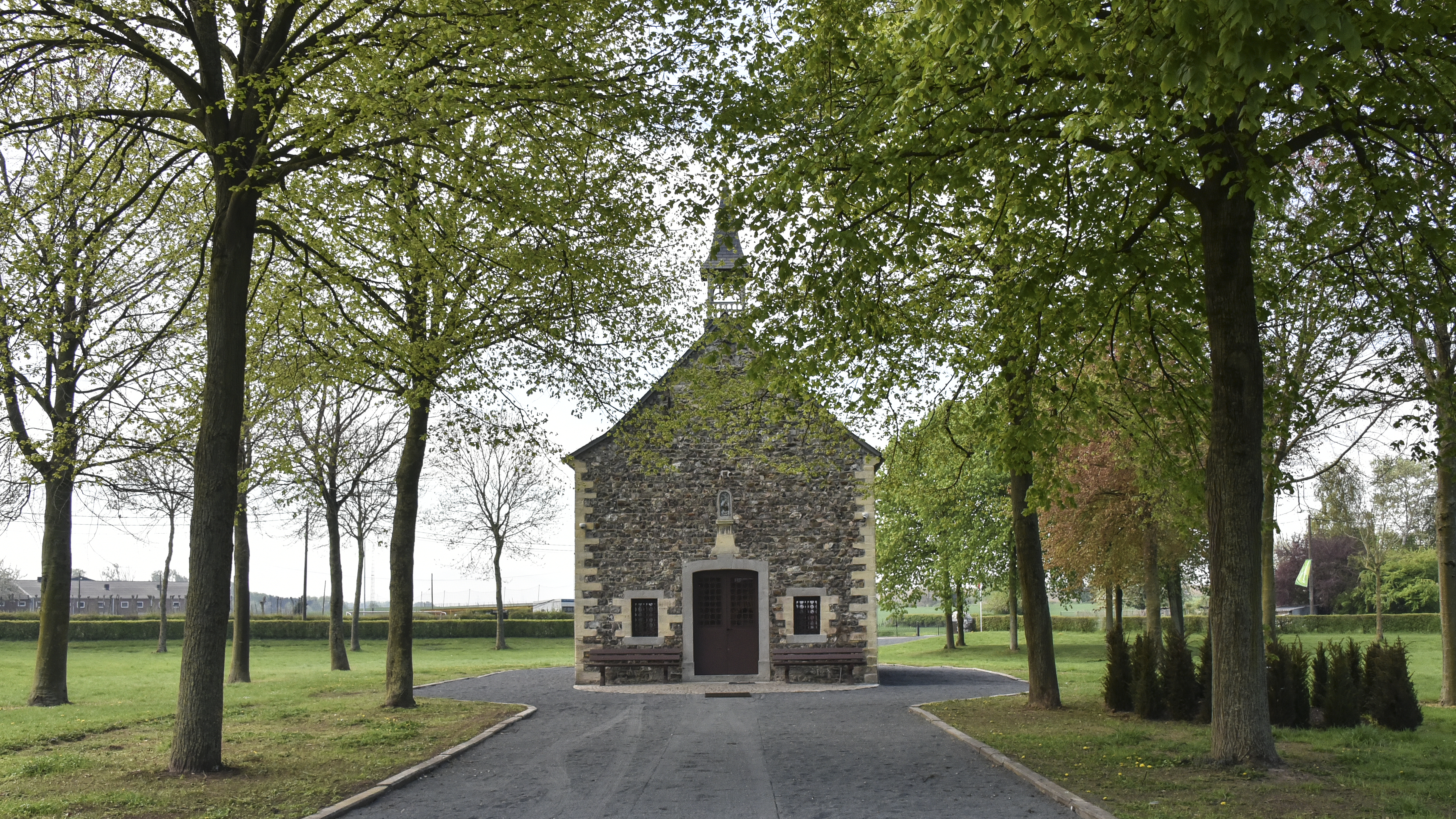
Sint-Evermaruskapel

De Sint-Evermaruskapel is een kerkgebouw in Rutten in de Belgische gemeente Tongeren-Borgloon in de provincie Limburg. De kapel staat in heilige weide aan de zuidkant van het dorp. Hier ligt er een weide, omgeven door de straten Raam en Motstraat, en omvat de kapel, een cirkel van bomen en een beeld aan de noordkant. Aan de westzijde van de weide stroomt een beek en de kapel ligt op zo'n 300 meter hemelsbreed van de meer naar het noordwesten liggende Sint-Martinuskerk.
Het gebouw bestaat uit drie traveeën onder een zadeldak en een dakruiter. Aan de achterkant is er een sacristie aangebouwd tegen de vlakke koorsluiting onder een lager zadeldak en met maar één travee groot. Het gebouw is opgetrokken in silexblokken en mergelstenen als hoekblokken. De kapel heeft een geprofileerde kroonlijst. De voorgevel is gericht op het noordoosten en heeft een getoogd portaal te midden van een vlakke, kalkstenen omlijsting met sluiting. Boven het portaal bevindt zich een rondboognis met opschrift ST.-EVERMARUS O P N. Verder wordt het portaal geflankeerd door twee rechthoekige vensters, ieder met een kalkstenen latei en dorpel, en posten met negblokken van mergelsteen. In de beide zijgevels bevinden zich twee getoogde vensters met ook hier een vlakke kalkstenen omlijsting met sluitsteen. De sacristie heeft diefijzers in rechthoekige vensters in vlakke, kalkstenen omlijsting.
De kapel is gewijd aan Sint-Evermarus.

## Geschiedenis
De legende verhaalt dat Evermarus, in de tijd van Pepijn van Herstal, door Hacco, de Heer van Herstappe, vermoord werd. Rond 968 werd door pastoor Ruzelius het graf van Evermarus gevonden in de kapelweide. Op die plaats zou hij een houten kapel hebben laten bouwen. Door abt Wedericus van Burtscheid werd later een groter bedehuis op het graf gebouwd, die werd gewijd door prins-bisschop Dietwin (1048-1075).
In 1784 werd de huidige kapel gebouwd door kanunnik Hardy op de plaats van het vroegere gebouw. De sluitsteen van het portaal toont dit jaartal.

## Evermarusprocessie en het Evermarusspel
Rutten is bekend vanwege zijn jaarlijkse Sint-Evermarusfeesten op 1 mei. Hierbij wordt de moord herdacht op de Heilige Evermarus en zijn gezellen in de 7e eeuw. Het hoogtepunt is het Evermarusspel (ook Ruttem-mei genoemd), een toneelstuk in open lucht waaraan het volledige dorp meewerkt. In dit stuk spelen enkel echte Ruttenaren mee. Er figureren enkele tientallen paarden. Jaarlijks zijn enkele duizenden mensen aanwezig tijdens dit openluchtspektakel. Tevens wordt jaarlijks, eveneens op 1 mei, een processie gehouden voor deze heilige. Het feest is erkend als immaterieel Vlaams erfgoed en opgenomen in de Inventaris Immaterieel Cultureel Erfgoed Vlaanderen.